# کرمیت (تگزاس)
کرمیت، تگزاس(به انگلیسی: Kermit, Texas) شهری در ایالت تگزاس از ایالات جنوبی ایالات متحده آمریکا است. در سرشماری سال ۲۰۰۰، جمعیت این شهر ۵۷۱۴ نفر اعلام شد.